# Euzodiomyces lathrobii
Euzodiomyces lathrobii är en svampart som beskrevs av Thaxt. 1900. Euzodiomyces lathrobii ingår i släktet Euzodiomyces och familjen Euceratomycetaceae.  Arten är reproducerande i Sverige. Inga underarter finns listade i Catalogue of Life.